# 黃帶小鱸
黃帶小鱸為輻鰭魚綱鱸形目鱸亞目河鱸科小鱸屬的其中一種，該物種分布於美國梅拉梅克河和密苏里河的淡水流域，棲息在中底層水域。